# Myopa clausa
Myopa clausa är en tvåvingeart som beskrevs av Friedrich Hermann Loew 1866. Myopa clausa ingår i släktet Myopa och familjen stekelflugor. Inga underarter finns listade i Catalogue of Life.